# Великі Поляни (Большеболдинський район)
Великі Поляни (рос. Большие Поляны) — село в Большеболдинському районі Нижньогородської області Російської Федерації.
Населення становить 239 осіб. Входить до складу муніципального утворення Новослободська сільрада.

## Історія
Від 2009 року входить до складу муніципального утворення Новослободська сільрада.

## Населення
| 1999 | 2002 | 2010 |
| ---- | ---- | ---- |
| 272  | ↘259 | ↘239 |